# Людвіг V (курфюрст Пфальцу)
Людвіг V, на прізвисько Миролюбний (нім. Ludwig V. der Friedfertige; 2 липня 1478 — 16 березня 1544) — 8-й Курфюрст Пфальцу в 1508–1544 роках.

## Життєпис
Походив з династії Рейнських Віттельсбахів. Син Філіппа I, курфюрста Пфальцу, і Маргарити (доньки Людвіга IX Віттельсбаха, герцога Ландсгут-Баварського). Народився 1478 року в Гайдельберзі. Освіту здобув під орудою Йоганна Ройхліна, Йодока Галла, Адама Вернера фон Темара. 1502 року його було відправлено до французького двору.
1508 році після смерті батька успадкував Пфальц. Доклав значних зусиль з вирішення проблем, спричинених війною за ландсгутську спадщину. 1511 року оженився з представницею Баварських Віттельсбахів.
1518 році на рейхстазі в Аусбурзі домігся скасування імперської опали проти Пфальцу. Того ж року в Гайдельберзі відбувся теологічний диспут, у якому брав участь Мартин Лютер. 1519 року на виборах імператора підтримав кандидатуру Карла Габсбурга. Натомість отримав значні грошові субсидії.
Людвіг V робив багато для захисту католицької церкви в своїх володіннях. 1522 року було заборонено вносити зміни в порядок меси. У 1524—1525 роках намісник Верхнього Пфальцу Фрідріх видає кілька антилютеранських актів і вживає заходів для впорядкування церковного життя. У 1525 році під час Селянської війни опинився в облозі повсталих у Нойштадті, внаслідок чого погодився виконати всі їхні вимоги. Після чого спільно з Ріхардом фон Ґрайффенклау цу Фоллрадс, архієпископом Трирським, доєдналися до військ Швабського союзу, з якими у битві біля замку Маріенберг завдали поразки селянському війську. Рішучої поразки селянам Швабії та Франконії Людвіг V завдав у битві біля Пфеддерсгайма.
1529 року в Альцаї наказав стратити 350 анабаптистів. Втім в імперських справах виступав у ролі посередника між імператором і прихильниками Реформації — на Нюрнберзьких рейхстагах 1532 і 1539 років. 1538 року курфюрст дозволив вільну проповідь Євангелія і причастя під двома видами, але заборона на лютеранство та інші протестантські течії залишилася.
Помер 1544 року. Йому спадкував його брат Фрідріх II.

## Творчість
Є автором 12-томної збірки німецькомовних медичних текстів, у підготовці якої йому допомагали камеральний писар Себастьян Гойрінг і канцлер Пітер Харер.

## Родина
1. Дружина — Сибілла, донька Альбрехта IV, герцога Баварії.
Дітей не було.
2. Коханка
Діти:
- Маргарита, дружина графа Людвіга XVI фон Еттінген-Еттінген